# Glucosinolati

Struttura di un generico glucosinolato

I glucosinolati sono composti glucosidici contenenti zolfo tipici delle Capparales (es. Brassicaceae, Capparidaceae, Euphorbiaceae, ecc.). La loro degradazione enzimatica dà origine ad una complessa miscela di composti tra i quali gli isotiocianati e loro derivati; ad oggi si conoscono oltre 100 differenti molecole. 
Questi composti derivano da alcuni amminoacidi e per questo, possono essere suddivisi in tre categorie: alifatici, aromatici ed indolici, a seconda che derivino dalla metionina, dalla fenilalanina, dalla tirosina, oppure dal triptofano. 
Durante la biosintesi, intervengono numerose modificazioni che conducono all'estrema diversità di questi composti. 
Nella pianta si trovano in tutti gli organi, ed in particolare, all'interno delle cellule sono compartimentati nel vacuolo.

## Biosintesi
La biosintesi è composta da tre fasi indipendenti: la prima è rappresentata dall'allungamento della catena laterale dell'amminoacido di partenza, quindi viene aggiunto il gruppo glucosidico solforato comune a tutti i glucosinolati, infine avvengono delle modificazioni nella catena laterale.
L'allungamento della catena laterale dell'amminoacido avviene in diverse tappe: nella prima si ha una transamminazione a formare l'alfa-chetoacido, poi si ha una condensazione con una o più unità di acetil-coenzima A e infine una seconda transamminazione recupera l'amminogruppo. 
La seconda tappa della biosintesi inizia con la conversione dell'amminoacido modificato nella corrispondente aldossima attraverso una N-idrossilazione seguita da un'ossidazione a nitro derivato e infine ad una decarbossilazione. L'aldossima, ad opera di una sulfoniltransferasi, viene quindi trasformata ad acido tiodrossimmico che viene S-glucosinolato mediante UDP-glucosio; infine un'altra sulfoniltranferasi, utilizzando PAPS (3'-fosfoadenosina-5'-fosfosolfato) catalizza il legame del gruppo solfato sull'atomo di azoto generando il glucosinolato.
Per la colza (Brassica napus) è stata ottenuta una varietà "00", con contenuto di glucosinolati inferiore alle 5-10 micromoli di glucosinolati per grammo di farina disoleata [2]. È importante ottenere piante a basso tenore di glucosinolati per via dell'effetto goitrogeno degli stessi.

## Fonti
- HALKIER 1997, MAFFEI 1999; DEWICK 2000).
- [2] http://www.agraria.org/coltivazionierbacee/colza.htm
- (EN)   Barbara Ann Halkier, Jonathan Gershenzon, Biology and Biochemistry of Glucosinolates, in Annual Review of Plant Biology, vol. 57, n. 1, 2006,  pp. 303–333, DOI:10.1146/annurev.arplant.57.032905.105228.
- (EN)   A Bones, J Rossiter, The enzymic and chemically induced decomposition of glucosinolates, in Phytochemistry, vol. 67, n. 11, 2006,  pp. 1053–1067, DOI:10.1016/j.phytochem.2006.02.024.